# John Sobel
John Sobel, né le 15 février 1964 à New York, est un joueur de tennis américain actif dans les années 1980 et 1990.

## Biographie
Sobel joue son premier match professionnel en 1986. Dès 1990, il participe à l’US Open en double avec Ville Jansson dans lequel il est éliminé au 1er tour. La même année, il participe à Roland Garros en double mixte avec la joueuse Lise Gregory. En 1992, il se qualifie à l’Open d'Australie en double mais ne parvient pas à le faire pour Wimbledon où il est éliminé au 3e tour du tournoi de qualifications.
En 1992, il remporte l’Open de Guaruja en double avec Gabriel Markus en trois sets et réalise sa plus belle performance de sa carrière. 

## Palmarès en ATP

### Finale en double
| Date         | Lieu et nom du tournoi  | Catégorie    | Dotation  | Surface      | Partenaire     | Adversaires                  | Score         |
| ------------ | ----------------------- | ------------ | --------- | ------------ | -------------- | ---------------------------- | ------------- |
| Février 1992 | Open de Guaruja, Maceió | World Series | 130 000 $ | Terre (ext.) | Gabriel Markus | Ricardo Acioly Mauro Menezes | 6-4, 1-6, 7-5 |

## Palmarès en Challenger

### Finale en double
| Date          | Lieu et nom du tournoi    | Catégorie  | Surface | Partenaire    | Adversaires                  | Score         |
| ------------- | ------------------------- | ---------- | ------- | ------------- | ---------------------------- | ------------- |
| Novembre 1988 | Open de Guangzhou, Canton | Challenger | Dur     | Steve DeVries | Joseph Russel Andrew Sproule | 7-6, 4-6, 6-4 |